# Samsung Galaxy J8
El Samsung Galaxy J8 es un teléfono inteligente Android desarrollado por el fabricante coreano Samsung Electronics. Salió a la venta el 22 de mayo de 2018, el mismo día que el Galaxy J6 y el Galaxy J4. Es un producto de gama media.
Cuenta con una pantalla de 6 pulgadas y 153.6mm, con una resolución HD+, y una pantalla amoled. Por lo que da una densidad buena, lo que lo convierte en un equipo orientado a leer texto o a ver videos.
Su procesador es el Snapdragon 450 que tiene 1.8 GHz y 8 núcleos. Su GPU es la Mali-T830 de un solo núcleo, con una velocidad de 1.8GHz. Esto complementado con 3GB o 4 de Memoria RAM de tipo LPDDR3 . y una memoria interna de 32GB (con 23.4GB disponibles) y 64GB, expandible hasta 512GB con una tarjeta MicroSD. También cuenta con un lector de huellas en la parte posterior.
Cuenta con una cámara dual de 16 + 5 megapixeles con una apertura de F1,7 y F1,9. Su cámara frontal es de 16 megapixeles con flash led regulable y graba videos con una resolución de FHD (1920 x 1080)@30fps.
Todo esto alimentado con una batería no extraíble de 3500Mah.
el precio dispositivo supera los  200 dólares.